# مرشنج
منطقة مرشنج محلية ومنطقة تجارية، وزراعية، تقع في وسط الطريق الرابط بين منطقتي جبل مرة ومدينة نيالا، حيث تقع شمال نيالا وتبعد حوالي 85 كم شمال عاصمة ولاية جنوب دارفور.
تشتهر المنطقة بزراعة الخضر والفاكهة مثل الجوافة والقريب والمانجو والليمون والفجل البصل والجرجير والطماطم وغيرها من الأنواع الأخرى التي تزرع، وبالإضافة للمحاصيل الزراعية الموسمية، ومن أهم ما يميز المنطقة الحدائق الممتدة علي طول الوادي من منطقة تيقي غرباً ومروراً بمنطقة كوكاي حتي تصل عند جبل «قريويت» شرقاً بالقرب من منطقة منواشي التاريخية.
تمتاز بطبيعة ساحرة وأجواء باردة طول العام. أما الأمطار فموسمية لكنها الأكثر غزارة، وبها مدرستين ثانوية وعدد من مدارس الأساس، هي معتمدية وتضم عدد من الوحدات الإدارية التابعة لها كالمنطقة التاريخقة المشهورة بالشواشي والبركيب، ومنطقة أخرى تجارية وزاعية تعرف بجرف، ومنطقة عدوة ومنطقة دمة في طريق نيالا مرشنج وغير من المناطق الأخرى.